# Борщівська сільська рада (Радомишльський район)
Борщівська сільська рада — колишня адміністративно-територіальна одиниця та орган місцевого самоврядування у Малинському й Радомишльському районах Малинської, Волинської округ, Київської і Житомирської областей УРСР та України з адміністративним центром у с. Борщів.

## Населені пункти
Сільській раді підпорядковувались населені пункти:
- с. Борщів

## Населення
Відповідно до результатів перепису населення 1989 року, кількість населення ради, станом на 1 грудня 1989 року, складала 1 168 осіб.
Станом на 5 грудня 2001 року, відповідно до перепису населення України, кількість мешканців сільської ради складала 918 осіб.

## Склад ради
Рада складалась з 12 депутатів та голови.

## Керівний склад сільської ради
| ПІБ                    | Основні відомості                                                                | Дата обрання | Дата звільнення |
| ---------------------- | -------------------------------------------------------------------------------- | ------------ | --------------- |
| Макаров Петро Іванович | Сільський голова, 1963 року народження, освіта, член Української Народної Партії | 26.03.2006   | 31.10.2010      |
| Макаров Петро Іванович | Сільський голова, 1963 року народження, освіта незакінчена вища, безпартійний    | 31.10.2010   |                 |

Примітка: таблиця складена за даними джерела

## Історія
Утворена 1923 року в складі населених пунктів Борщів, Борщівська слобода та Борщівський хутір Кичкирівської волості Радомисльського повіту Київської губернії. Станом на 13 лютого 1928 року в складі ради перебували хутори Берчук, Бистріївка, Боричево, Верби, Гале Болото, Данилівка, Коло Мосту, Коськове Болото, Нивка, Протереби, Роздол, Селна; Борщівський Хутір не значиться на обліку населених пунктів. Станом на 1 жовтня 1941 року хутори Берчук, Бистріївка, Боричево, Верби, Гале Болото, Данилівка, Коло Мосту, Коськове Болото, Нивка, Протереби, Роздол, Селна та Борщівська Слобода не перебувають на обліку населених пунктів.
Відповідно до інформації довідника «Українська РСР. Адміністративно-територіальний поділ», станом на 1 вересня 1946 року сільрада входила до складу Радомишльського району Житомирської області, на обліку в раді перебувало с. Борщів.
Станом на 1 січня 1972 року сільська рада входила до складу Радомишльського району Житомирської області, на обліку в раді перебувало с. Борщів.
Ліквідована 7 грудня 2017 року, відповідно до рішення Житомирської обласної ради, в зв'язку з об'єднанням до складу Радомишльської міської територіальної громади Радомишльського району Житомирської області.
Входила до складу Радомишльського (7.03.1923 р., 4.01.1965 р.) та Малинського (30.12.1962 р.) районів.